# Leptodermis pilosa
Leptodermis pilosa är en måreväxtart som beskrevs av Friedrich Ludwig Diels. Leptodermis pilosa ingår i släktet Leptodermis och familjen måreväxter.

## Underarter
Arten delas in i följande underarter:
- L. p. acanthoclada
- L. p. glabrescens
- L. p. pilosa
- L. p. spicatiformis